# Angèle Préville
Pour les articles homonymes, voir Préville.
Angèle Préville, née le 23 novembre 1955 à Offenbourg (Allemagne), est une femme politique française.
Membre du Parti socialiste, elle est sénatrice du Lot de 2017 à 2023 et maire de Biars-sur-Cère depuis 2024.

## Biographie
Née le 23 novembre 1955 en Allemagne. Angèle Préville exerçait la profession de professeur de physique-chimie jusqu’à juin 2017, elle est retraitée de la fonction publique.
Militante du Parti socialiste, elle participe à diverses campagnes électorales pour les candidats en faisant du tractage et porte-à-porte.
Lors des élections municipales de 2014, elle est élue adjointe d'Élie Autemayou à la mairie de Biars-sur-Cère. Depuis son élection aux sénatoriales, elle est simple conseillère.
Pour les élections départementales de 2015, elle se présente aux côtés de Jean-Pierre Boucard sur le canton de Cère et Ségala. Ils sont élus au second tour avec 72,26 % des voix. Depuis son élection aux sénatoriales, sa suppléante Claire Delande la remplace.
Elle se porte candidate aux élections sénatoriales de 2017 avec son suppléant Alain Marty. Elle est élue sénatrice du Lot le 24 septembre 2017 avec 190 voix, et devient la première femme de l'histoire du département à occuper cette fonction.
Victime d'un accident de la route quelques jours avant le scrutin, elle est battue au second tour de l'élection sénatoriale le 24 septembre 2023 par Raphaël Daubet, le maire de Martel (376 voix contre 262).
Un an après sa défaite aux élecntions législatives, le maire de Biars-sur-Cère démisionne de son mandat de maire pour raisons de santé.Conseillère municipale, elle est choisi le 7 octobre 2024 par le conseil municipal pour lui succéder.